# Camille Pictet
Pour les articles homonymes, voir Pictet.
Camille Pictet, né le 28 juin 1864 à Genève et mort le 29 janvier 1893 dans la même ville, est un naturaliste suisse, ayant particulièrement travaillé sur les hydrozoaires. Le fruit de ses collectes est conservé au Muséum d'histoire naturelle de Genève. Ami de Maurice Bedot, ils voyagent et collectent ensemble dans l'archipel malais, et projettent la création de la Revue suisse de Zoologie. Il meurt prématurément, à 28 ans, et le premier volume de cette revue scientifique commence par sa nécrologie.

## Biographie
Camille Pictet est le fils d'Édouard Pictet, entomologiste lui-même fils du naturaliste François-Jules Pictet de la Rive, et de Louise-Émilie Mallet. Il étudie la zoologie et l'anatomie comparée à l'Université de Genève et travaille dans le laboratoire de microscopie de Carl Vogt. Il fait un séjour à la station biologique de Roscoff, gracieusement reçu par Henri de Lacaze-Duthiers. Il revient ensuite à Genève et travaille, sous la direction d'Hermann Fol, et y soutient en 1891 une thèse sur les recherches sur la spermatogenèse chez quelques invertébrés de la Méditerranée. 
Il passe trois hivers à la station biologique de Villefranche avec Hermann Fol, puis part en février 1890 visiter les tropiques, en compagnie de Maurice Bedot, allant depuis Marseille jusqu'à Singapour pour visiter l'archipel malais, Bornéo, Sumatra, Java, Célèbes, Timor et les Moluques. Il épouse en 1891 Marie Bedot-Diodati, petite-fille de Jean-Gabriel Eynard. Il décède brutalement après avoir terminé la rédaction de ses Études sur les hydraires de la baie d'Amboine.
Camille Pictet est le dédicataire des noms des taxons suivants :
- Chiroteuthis picteti Joubin, 1894
- Clavularia picteti Roule, 1908
- Ctilopsis picteti André, 1906
- Enneagonoides picteti Bedot, 1896
- Euphyllia picteti Bedot, 1907
- Eurydirorhachis picteti Silvestri, 1899
- Loligo picteti Joubin, 1894, désormais Idiosepius picteti (Joubin, 1894)
- Nereis picteti Malaquin & Dehorne, 1907
- Ophiocnida picteti de Loriol, 1893[6]
- Ophiothrix picteti de Loriol, 1893[6]
- Paraxius picteti Zehntner, 1894, désormais Allaxius picteti (Zehntner, 1894)
- Phyllodromia picteti Fritze, 1899[7], désormais Hemithyrsocera picteti (Fritze, 1899)
- Pleuroleura picteti André, 1906
- Polycarpa picteti Pizon, 1908
- Pristomyrmex picteti Emery, 1893
- Salpa picteti Apstein, 1904, désormais Ritteriella picteti (Apstein, 1904)
- Sydonops picteti Topsent, 1897
- Theridiosoma picteti Simon, 1893[8]